# 佐々木悠太 (ラジオパーソナリティ)
佐々木 悠太（ささき ゆうた）は日本のラジオパーソナリティ、イベント司会者、歌手。

## 人物
愛知県西尾市一色町（幡豆郡一色町）出身。誕生日は10月27日。1990年代より愛知県内で行われる声優イベントでMC活動を、2007年よりラジオパーソナリティ活動を、2019年より声優の畠中祐と共に「TASUKU&YUTA」として歌手活動を行っている。出演だけでなく、声優イベントの企画や、観光事業のアニメ、漫画などにも携わり、愛知県内のポップカルチャーをよく知る。 さらに、愛知県内の同人誌交流会「コミックステイト」を20年以上主催し、コスプレイベントなどにも精通している。 また、地元のボーイスカウトではボーイスカウト隊、ローバースカウト隊の隊長もしており、ボーイスカウト三河葵地区（愛知県岡崎市、西尾市、蒲郡市、幸田町地域）では、地区コミッショナーをしている。

## 出演

### ラジオ番組

#### 現在放送中
- 悠太･麻美のアニメックスレディオ（ラジオラブィート）
- 畠中祐・悠太のポン☆コツ再生工場（東海ラジオ）

#### 過去に放送された番組
- 悠太のアニ☆コミミックス ろぐいん（ラジオラブィート）
- 悠太のごちゃまぜmix bar（ラジオラブィート）

### 主なイベント
- 刈谷アニメcollection
- あいちポップカルチャーフェスティバル
- 一宮七夕まつり コスプレパレード

## 作品

### CDアルバム
- Everybody Smile（TASUKU&YUTA、2019年11月13日発売）
- To The Sky（TASUKU&YUTA、2022年4月30日発売）